# ایستگاه راه‌آهن امپریال وورف
ایستگاه راه‌آهن امپریال وورف (انگلیسی: Imperial Wharf railway station) یک ایستگاه راه‌آهن در لندن، انگلستان است که جزئی از خط غرب لندن می‌باشد.
این ایستگاه که در منطقه همرسمیت و فولام لندن قرار دارد در سال ۲۰۰۹ میلادی تأسیس شده‌است.

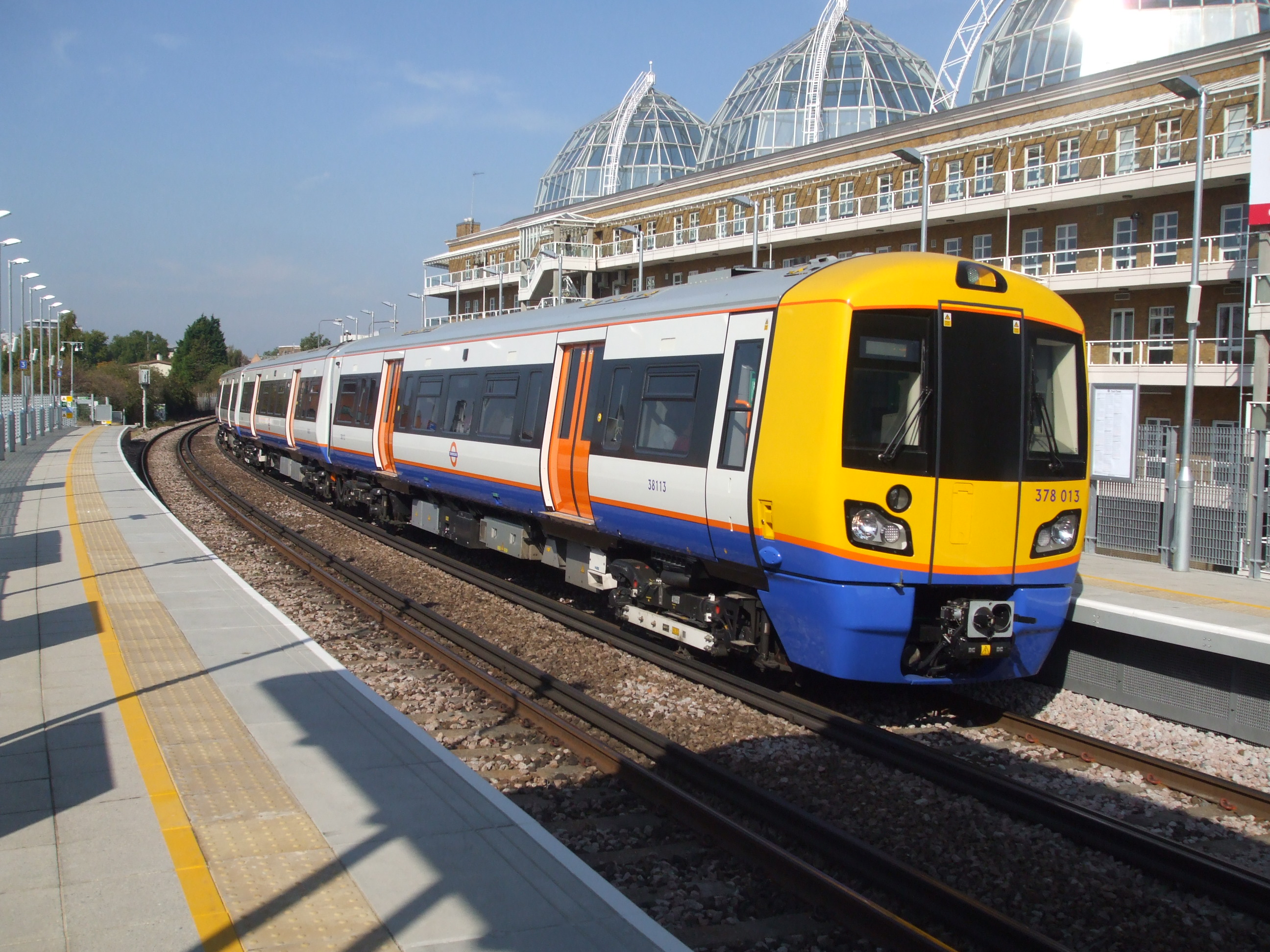